# ヴァイオリン協奏曲 (シューマン)
ロベルト・シューマンのヴァイオリン協奏曲ニ短調（遺作）は、ロマン派のヴァイオリン協奏曲の一つ。後述するように、作曲者の死後80年間忘れ去られていたが、ワーグナーを先取りしたような斬新な和声の使用など、その先見性により21世紀に入って何種類もの録音が行われるようになった。
なお、シューマンは本作以前にチェロ協奏曲イ短調 作品129を編曲してヴァイオリン協奏曲イ短調としている。

## 解説
1853年9月下旬から10月初旬とわずか2週間程度で作曲された。ヨーゼフ・ヨアヒムの要請を受け、またシューマン自身もヨアヒムが弾くベートーヴェンのヴァイオリン協奏曲を聞いて感銘を受け、このヴァイオリン協奏曲ニ短調を書いた。しかし、なぜかヨアヒムはこのヴァイオリン協奏曲を取り上げることなく自筆譜を封印し、クララ・シューマンは「決して演奏してはならない｣と家族に言って聞かせていたという。それは、シューマンがライン川に身を投じる直前に書き上げていたピアノ曲『天使の主題による変奏曲』の主題と協奏曲の第2楽章が酷似していたためだという。シューマン自身はこの曲を、｢天使から教えてもらった曲だ｣と語っていた。
結局シューマンのヴァイオリン協奏曲は、1937年にベルリンの図書館でヨアヒムの蔵書から発見されるまで日の目を見ることはなかった。世界初演はナチス・ドイツの宣伝省主導で、同年11月26日にゲオルク・クーレンカンプの独奏、カール・ベーム指揮ベルリン・フィルハーモニー管弦楽団の共演で行われ、同時に全世界に向けてエジプトや日本まで聴こえる短波放送で流された。しかしこのときの演奏は、クーレンカンプ曰く「シューマンの自筆譜のままでは演奏不可能」として、自身が大幅に書き換えた版によるものであった。実際にクーレンカンプが言うように演奏不可能な箇所はあるが、クーレンカンプの改訂は演奏不可能な箇所を修正するだけではとどまらないものとなっていた。また、パウル・ヒンデミットもこの改訂にかかわった（ノルベルト・ホルニック）。翌12月にセントルイスでアメリカ初演を行ったユーディ・メニューインが「自分こそが真の初演者」と宣言するほどであった。
レコード録音はテレフンケン社が担当することになったが、当時は専属契約関係が厳格であり、それ故にエレクトローラHMV系のベームを使うことが出来ず、自社の看板指揮者ハンス・シュミット＝イッセルシュテットを起用して、同年12月20日にベルリン・ジングアカデミーで録音された。現在CDに復刻され、入手可能である。
日本初演は1938年12月14日、新交響楽団第198回定期公演にて。ウィリー・フライのヴァイオリン、ヨーゼフ・ローゼンシュトックの指揮による。
20世紀後半以降に録音の増えてきている曲であるが、それでもシューマンの他の協奏曲に比べると今日も演奏の機会は少ない。

## 楽器編成
独奏ヴァイオリン、フルート2、オーボエ2、クラリネット2、ファゴット2、ホルン2、トランペット2、ティンパニ、弦楽5部

## 演奏時間
約32分。しかし第3楽章はシューマンの指定よりも速いテンポで演奏されることが多い。

## 楽曲構成
1. In kraftigem nicht zu schnellem tempo（力強く、速過ぎないテンポで）
ニ短調、2/2。複付点音符主体のフランス風序曲を思わせる第1主題が印象的な協奏風ソナタ形式。晩年にバッハを研究した跡が窺える。ヘ長調の第2主題の動機は全楽章に渡って用いられる。
2. Langsam（ゆっくりと）
変ロ長調、4/4。シューマンらしいシンコペーションで始まる、間奏曲的な短い曲。この主題はシューマン曰く「夢の中で天使が現れ、歌った」とされるもの（後にこの主題を使用してピアノ作品「天使の主題による変奏曲」（遺作）を残す）。切れ目なく第3楽章へと続く。
3. Lebhaft doch nicht schnell（生き生きと、しかし速くなく）
ニ長調、3/4、ロンド形式。ポロネーズを思わせるリズミカルな曲調。